# 종7위
종7위(従七位)는 일본의 위계 중 하나이다.  정7위 아래, 정8위의 윗 단계에 위치한다.

## 개요
율령제에서는 또한 종7위상과 종7위하 두 단계로 나뉘었다. 메이지 시대 초기 태정관제에서는 상하 구분이 폐지되었다. 종7위는 신기관의 소사(少史) 등에 해당한다. 영전으로 종7위는 이라크 일본인 외교관 피살 사건으로 순직한 주한 이라크 일본대사관 일등서기관이었던 이노우에 마사모리가 있다.

## 같이 보기
- 관위
- 추증
- 대부